# Pusté Úľany
Pusté Úľany é um município da Eslováquia, situado no distrito de Galanta, na região de Trnava. Tem 24,54 km² de área e sua população em 2018 foi estimada em 1.785 habitantes.

## Demografia
| Ano:        | 1994 | 2004   | 2014   | 2024   |
| ----------- | ---- | ------ | ------ | ------ |
| Broj ljudi: | 1519 | 1599   | 1708   | 1822   |
| Razlika:    |      | +5,26% | +6,81% | +6,67% |

| Ano:               | 2023 | 2024   |
| ------------------ | ---- | ------ |
| Número de pessoas: | 1844 | 1822   |
| Diferença:         |      | -1,19% |